# Renung
Renung település Franciaországban, Landes megyében. Lakosainak száma 490 fő (2022. január 1.). Renung Bordères-et-Lamensans, Cazères-sur-l’Adour, Classun, Duhort-Bachen és Larrivière-Saint-Savin községekkel határos.

## Népesség
A település népessége az elmúlt években az alábbi módon változott:
| Lakosok száma | 413  | 368  | 443  | 453  | 525  | 535  | 537  | 517  | 507  | 490  |
|               | 1968 | 1982 | 1990 | 2006 | 2013 | 2015 | 2017 | 2019 | 2020 | 2022 |